# Влајчићи
Влајчићи је насељено мјесто у граду Горажду, Босна и Херцеговина.

## Становништво
|         | 2013.       | 1991.        | 1981.         | 1971.         |
| Укупно  | 36 (100,0%) | 99 (100,0%)  | 186 (100,0%)  | 189 (100,0%)  |
| Бошњаци | 36 (100,0%) | 99 (100,0%)1 | 184 (98,92%)1 | 188 (99,47%)1 |
| Остали  | –           | –            | 2 (1,075%)    | 1 (0,529%)    |

1. 1 На пописима од 1971. до 1991. Бошњаци су пописивани углавном као Муслимани.